# Проекция Бонне

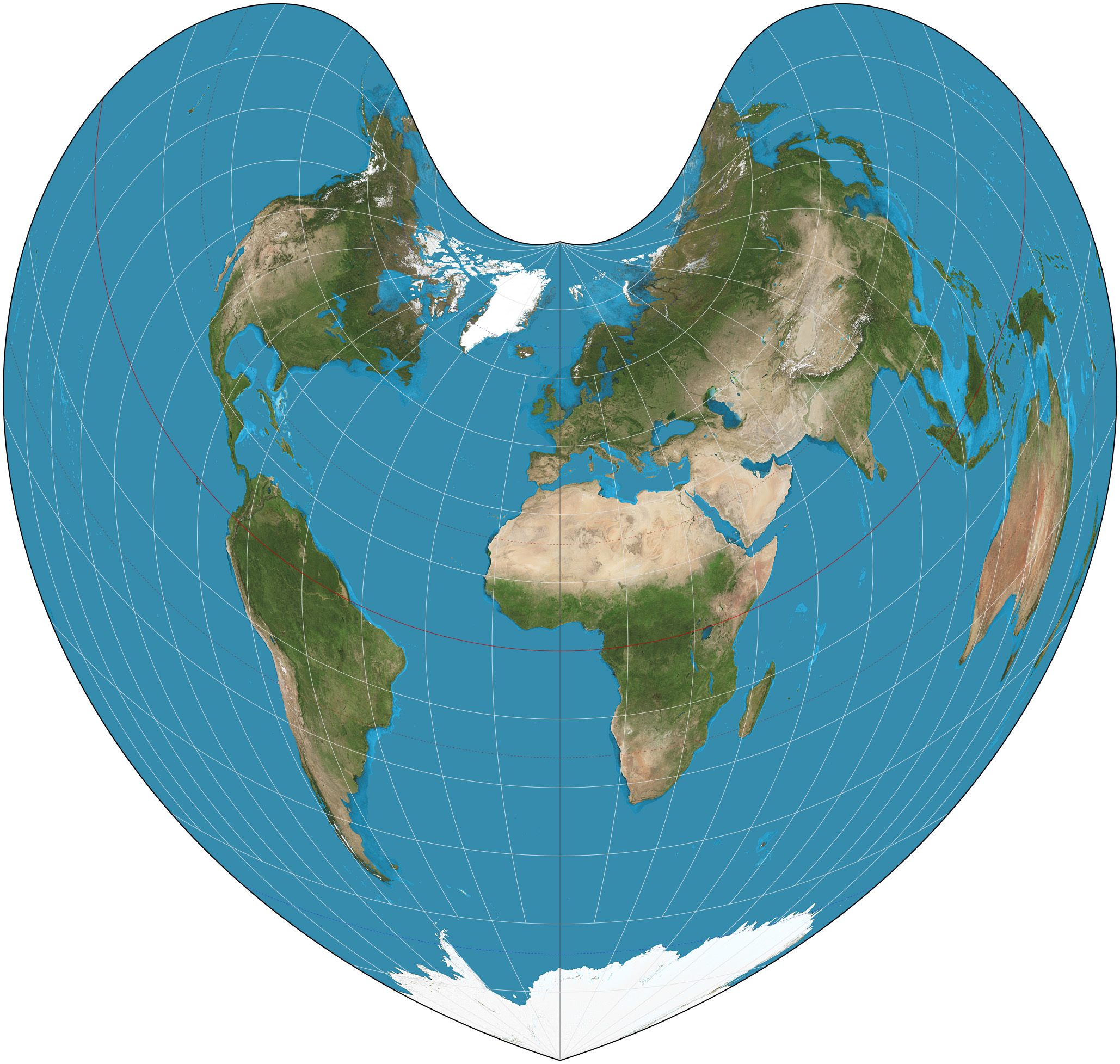
Bonne projection of the world, standard parallel at 45°N.

Проекция Бонне — псевдоконическая равновеликая картографическая проекция, иногда называемая «dépôt de la guerre» (с фр. — «бюро картографии французской армии») или проекцией Сильвануса. Названа по имени Ригобера Бонне (1727—1795), однако проекция применялась ещё до его рождения: в 1511 году её использовал Сильвано (Sylvano), в 1561 году — Йоханнес Хонтер, в конце 17 века — Гийом Делиль, в 1696 году — Винченцо Коронелли.
Проекция задаётся следующими формулами:
{\displaystyle x=\rho \sin E\,;}
{\displaystyle y=\mathrm {ctg} \,\varphi _{1}-\rho \cos E\,,}
где
{\displaystyle \rho =\mathrm {ctg} \,\varphi _{1}+\varphi _{1}-\varphi \,;}
{\displaystyle E={\frac {\lambda \cos \varphi }{\rho }};}
{\displaystyle \phi } — широта; {\displaystyle \lambda } — долгота от центрального меридиана; {\displaystyle \phi _{1}} — стандартная параллель проекции.
Параллели на проекции отображаются в концентрические дуги, вдоль которых обеспечивается правильный масштаб. На центральном меридиане и стандартной параллели сохраняются формы объектов.
Частными случаями проекции Бонне являются синусоидальная проекция ({\displaystyle \phi _{1}=0}) и проекция Вернера ({\displaystyle \phi _{1}=90\deg }). В этом смысле проекция Бонне является промежуточной между этими двумя проекциями. Альтернативой ей может служить проекция Боттомли (англ.).